# Liste der Bischöfe von Scala
Die folgenden Personen waren Bischöfe von Scala (Italien):
- Sergio (987–?)
- Alessandro I. (um 1118)
- Orso (um 1144)
- Alessandro II. (ca. 1171 bis ca. 1191)
- Costantino D’Afflitto (ca. 1207–1227?)
- Matteo D’Afflitto (1227–1267 oder 1269)
- ? (um 133)
- Teodoro Scacciavento (um 1328)
- Guglielmo I. Lombardo (ca. 1335–1342)
- Guglielmo II. (1342–1349)
- Giacomo Sazali (1349–1369)
- Andrea Fusco (1390–1394?) (auch Bischof von Ravello)
- Pietro (1394?–1396 oder 1397)
- Petruccio De Penni (De Pennis) (1396 oder 1397–1418)
- Natale Mastini D’Afflitto (1418–1450)
- Evangelista Frioli (oder Firiolo) (1450–1465)
- Matteo Doti (1465 oder 1469–1499)
- Giacomo Pisanelli (1500–1511)
- Ferdinando de Castro (1511–1515)
- Baldassarre Del Rio (1515–1540)
- Ludovico Vannio oder Vanini (1541–1548)
- Gaspare De Fossa (1548–1551)
- Alfonso Romero (1551–1551)
- Costantino De Monte Veltronio (1552–1557)
- Feliciano Niguarda (1557–1583)
- Francesco D’Afflitto (1583–1593)
- Giovanni Battista Serignano (1594–1594)
- Floriano Nanni (1594–1598)
- Francesco Bennio De Butrio (1598–1603) (danach Bischof von Ravello)

Fortsetzung in der Liste der Bischöfe von Ravello